# Авл Габіній
Авл Габіній (113 — 47 роки до н. е.) — політичний та військовий діяч Римської республіки, консул 58 року до н. е., прихильник спочатку Гнея Помпея, а потім Гая Цезаря.

## Життєпис

### Молоді роки
Походив з плебейського роду Габінієв. Син Авла Габінія, претора 90 року до н. е.
У 86 році до н. е. обіймав посаду військового трибуна у війську Луція Корнелія Сулли, командував гарнізоном Херонеї, де відзначився. У 81 році до н. е. Габіній був спрямований Суллою на Схід, щоб передати Луцію Мурені, пропретору Азії, наказ не воювати з понтійським царем Мітрідатом VI Евпатором, а також щоб примирити останнього з Аріобарзаном, царем Капподокії. У 80 році до н. е. став квестором Помпея в Іспанії.

### Разом з Помпеєм
У 67 році до н. е. Авла Габінія обрано народним трибуном. Під час своєї каденції він провів закон про передачу провінції Віфінія й Понта та частини армії Луція Ліцинія Лукулла консулу Манію Ацилію Глабріону. Також всупереч протидії більшості впливових нобілів домігся прийняття закону про надання Гнею Помпею значних повноважень для війни з піратами. У ході боротьби навколо цього законопроєкту погрожував зняти з посади своїх супротивників, народного трибуна Требеллія й консула Гая Кальпурнія Пізона. Габіній провів закон щодо заборони надання позик іноземним посольствам. Тоді ж провів закон, який вказував сенату в лютому займатися лише прийомом посольств. На початку 66 року до н. е. Помпей бажав призначити Габінія своїм легатом у війні з піратами, але сенат не дозволив цього.
У цьому ж році після прийняття закону Манілія Авл Габіній був призначений легатом Помпея в кампанії проти Мітридата VI, царя Понту. Габіній у 65 році до н. е. командував підрозділом, який діяв між ріками Євфрат та Тигр, а у 64 році брав участь у вирішенні династичних суперечок в Юдеї. Тут Габіній отримав хабаря у 300 талантів від Гіркана. У 63 році був спрямований Помпеєм до Єрусалиму для отримання грошей від прихильників Арістобула, але Габінія не впустили до міста.
Після повернення до Риму був притягнутий до суду по кримінальній звинуваченням, втім виправданий завдяки захисту Цицерона. У 61 році до н. е. Габіній обіймав посаду претора, а у 58 році до н. е. його обрано консулом разом з Луцієм Кальпурнієм Пізоном Цезоніном за підтримки Помпея. Гай Порцій Катон збирався притягти Габінія до суду за підкуп виборців, але справа не була прийнята до розгляду. Авл Габіній активно підтримував діяльність народного трибуна Клодія, який провів закони про надання йому провінції Кілікії, а потім — про заміну її на Сирію. Не перешкодив вигнанню Марка Цицерона з Риму, відхиливши усі клопотання на його користь. також під час своєї каденції спільно з колегою Пізоном видав едикт, що забороняв сенаторам носити у зв'язку з цим траур, і вислав вершника Елія Ламію, що виступив на захист Цицерона. Габіній притягнув до відповідальності деяких вершників, які брали участь у придушенні змови Катіліни. Наприкінці року, після конфлікту Клодія з Помпеєм почав перешкоджати його діяльності, у відповідь на що Клодій присвятив богам майно Габінія.

### Проконсул Сирії
У 57 році до н. е. Авл Габіній виїхав до Сирії як проконсул з необмеженим імперієм. Протягом усього свого намісництва тримав під жорстким контролем римських відкупників. В Юдеї придушив повстання під проводом Олександра та Арістобула, але у 56 році до н. е. сенат відмовив Габінію у проведенні подячний молебень за ці успіхи. У цьому ж році Габіній почав готуватися до війни з парфянами, а його імперій було продовжено. Потім він відмовився від цих планів і за вказівкою Помпея вирушив до Єгипту, де навесні 55 року до н. е. відновив на престолі Птолемея XII Авлета. Залишаючи Єгипет, розмістив там римський гарнізон. після цього Габіній придушив повстання в Набатеї.

### Останні роки
По поверненню до Риму у 54 році до н. е. був звинувачений у применшенні величі римського народу за те, що відновив Птолемея всупереч забороні сенату, але був виправданий. Водночас Авл Габіній був звинувачений у здирництві у провінції й засуджений, незважаючи на захист Цицерона. Вслід за цим пішов у вигнання, втім у 48 році до н. е. був повернутий Гаєм Цезарем й згодом став його легатом. Займався набором й навчанням нових військ. Після битви при Фарсалі був спрямований з Італії до Ілірику на допомогу Корніфіцію, але взимку 48/47 року до н. е. зазнав там кілька поразок, відступив у Салону, де захворів і помер.

## Родина
Дружина — Лоллія
Діти:
- Авл Габіній Сізенна, легат 57 року до н. е.